# Troxy
Le Troxy est une salle de spectacles et de concerts située sur la Commercial Road (en) de Stepney à Londres. Construit en 1932 dans un style art déco, le bâtiment est un monument classé de grade II depuis 1991. Il accueille à l'origine un cinéma qui ferme en 1960, puis devient une salle d'entraînement pour le London Opera Centre (en). Dans les années 1980, le bâtiment est une salle de bingo puis est converti en salle de spectacles et de concerts en 2006. Il a une capacité d'accueil de 3 100 personnes.

## Situation et accès
Le Troxy se situe au Royaume-Uni, au sud de l'Angleterre et à l'est de la ville de Londres dans le quartier de Stepney.
La salle se trouve à proximité de la station de Limehouse desservie par la Docklands Light Railway (DLR) et National Rail. Les trains c2c, à destination et au départ de la station de Fenchurch Street, amènent à Shoeburyness et Grays dans l'Essex. La station de Limehouse se situe dans la zone 2 et entre les stations de Shadwell et de Westferry sur la DLR. Le Troxy se trouve le long de l'A13 qui porte le nom de Commercial Road. La salle est desservie par les lignes de bus 15, 115, 135, D3, N15, N550 et N551.

## Histoire
Ouvert en 1933 sur l'emplacement d'une ancienne brasserie, la construction du Troxy a coûté 250 000 £. À son ouverture, le cinéma dispose d'une capacité de 3 520 spectateurs, ce qui en fait le plus grand d'Angleterre,. Il dispose de sièges de qualité supérieure, d'une scène tournante et de restaurants. Les clients sont servis par une équipe en habits de soirée. Pour ajouter au sentiment de luxe, du parfum était diffusé dans la salle pendant les séances. Le cinéma projetait tous les plus grands films de son époque et était doté d'un orgue éclairé qui émergeait de la fosse d'orchestre pendant l'entracte, jouant des musiques populaires.
Le Troxy est conçu par George Coles, l'architecte de nombreux cinéma art déco à Londres. Le premier film projeté dans le cinéma est King Kong, qui est aujourd'hui célébré par un graffiti sur le côté du bâtiment. De grands noms de l'industrie cinématographique et musicale sont passés par le Troxy, dont les Andrews Sisters, Clark Gable, Petula Clark, Cliff Richard et Gracie Fields,.
Les dommages infligés à l'East End de Londres pendant la Seconde Guerre mondiale et la destruction des quelques bidonvilles alentours ont privé le Troxy de la majorité de ses clients habituels. Le cinéma ferme en 1960. Le dernier film à y être projeté est The Siege of Sidney Street avec Donald Sinden le 19 novembre.
Le Troxy est inoccupé entre 1960 et 1963 avant que la Royal Opera House ne le rachète et y installe le London Opera Centre, une école destinée à entraîner les chanteurs d'opéra. Elle est active de 1963 à 1977. Le bâtiment sert alors de salle de répétition, et une scène agrandie y est incorporée afin de reproduire au mieux les dimensions de celle de la Royal Opera House. De nombreux changements sont effectués dans la salle principale et dans les sous-sols du Troxy, ajoutant plusieurs pièces destinées à l'orchestre et aux artistes. La Royal Opera House utilise le Troxy jusqu'en 1990. L'année suivante, English Heritage fait du bâtiment un monument classé de grade II.
Dans les années 1980, Mecca Bingo rachète le complexe et y organise des sessions de bingo deux fois par jour et sept jours par semaine jusqu'en 2005 lorsqu'elle vend le bâtiment pour se concentrer sur le bingo en ligne.

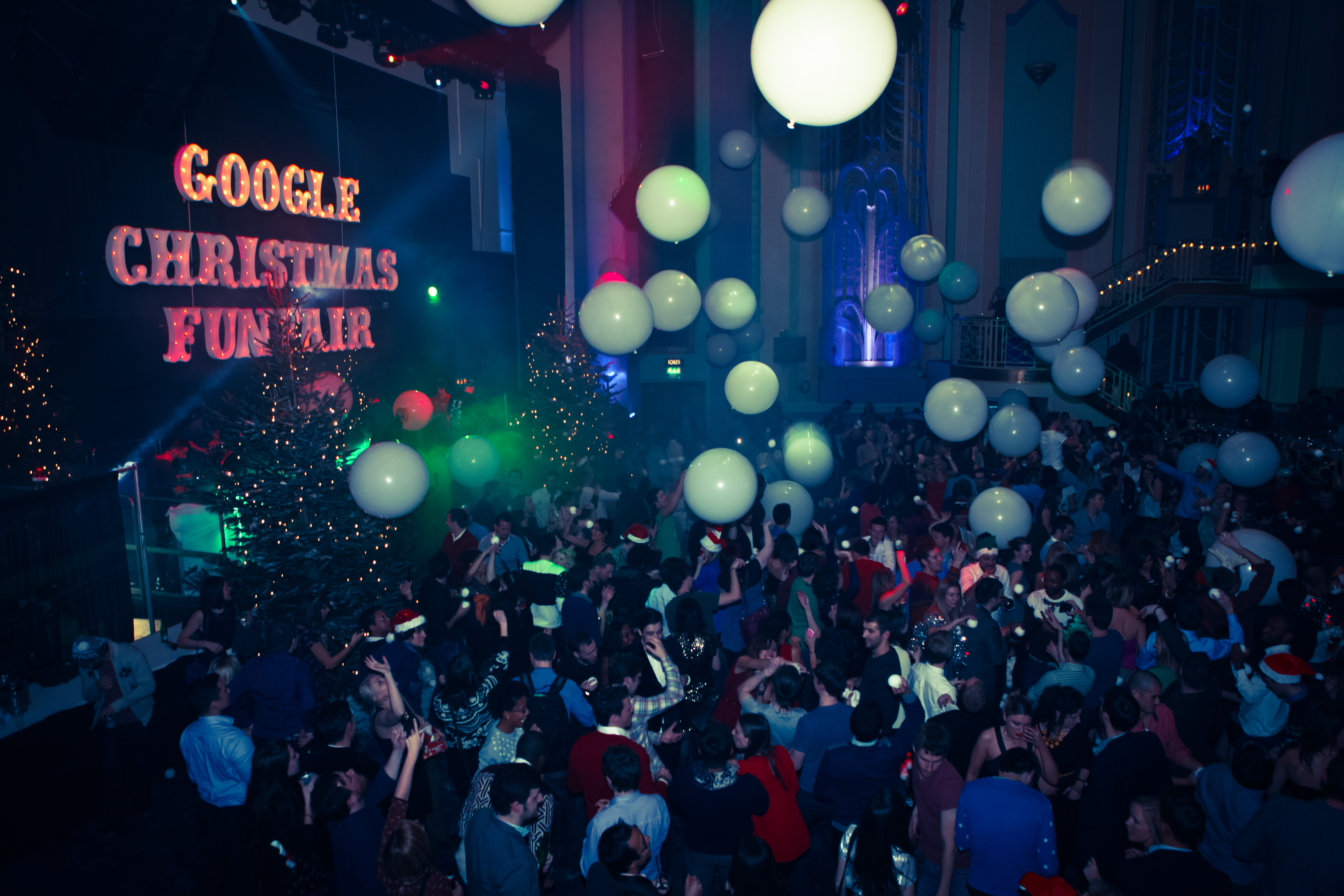
La Christmas Funfair de Google au Troxy en 2013.

Le Troxy devient une salle de spectacles et de concerts en 2006, accueillant également plusieurs cérémonies de remise de prix, des projections de films et des évènements sportifs. Il organise notamment des combats de MMA. Le journaliste et éditeur Mike Williams (en) décrit le Troxy comme la « plus ancienne, plus cool et plus iconique des salles de spectacles » de Londres. La même année, Google organise sa fête de Noël dans le Troxy avec 1 500 invités.
Le Troxy accueille de nombreux concerts, y compris de groupes célèbres. Depuis sa réouverture, plusieurs groupes de musique ont joué au Troxy, dont The Jesus and Mary Chain, Flying Lotus, Jarvis Cocker, Beady Eye, Garbage, Morrissey, Doves, Pixies, City and Colour, Stereophonics, Patti Smith, Siouxsie et The Cure.

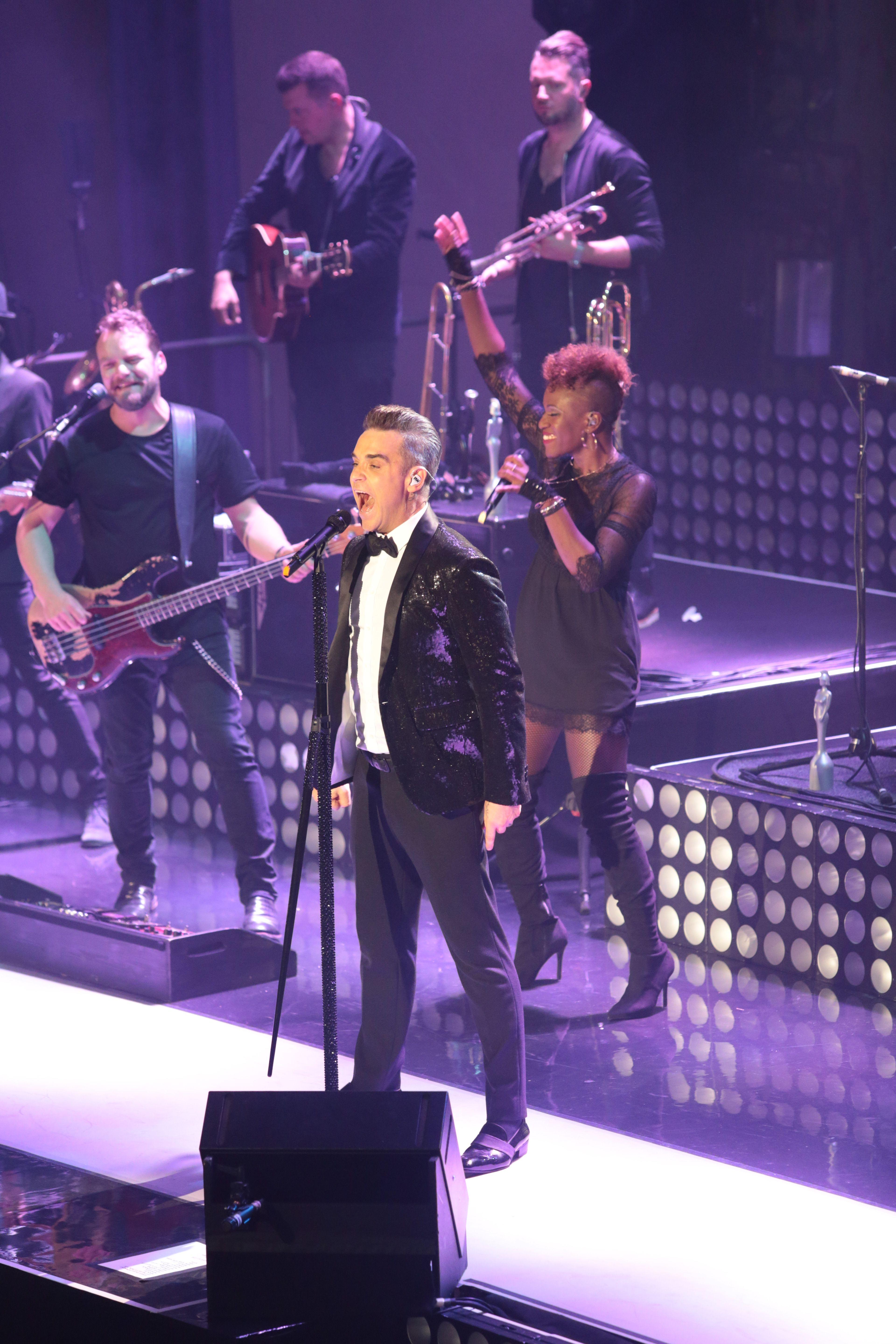
Robbie Williams en concert au Troxy en 2016.

Un intérêt particulier a été porté au fait de convertir le Troxy au XXIe siècle tout en conservant son histoire. Les propriétaires actuels ont investi massivement dans la restauration du bâtiment pour lui redonner sa gloire passée et le rendre compatible avec les exigences actuelles. Le Troxy est la première salle d'EMEA à disposer d'un système audio JBL VTX A12 permanent.
En 2009, le Troxy projette son premier film en plus de 50 ans, Du rififi chez les mômes, avec de la musique jouée en direct par l'orchestre et une bataille de tarte à la crème. La salle fête ses 80 ans en 2013 en projetant King Kong, le premier film qu'elle avait diffusé en 1933.
La salle a également accueilli plusieurs cérémonies prestigieuses de remise de prix et évènements télévisés. Plan B et Kylie Minogue ont tous les deux décerné un prix à leur manager au Troxy. Il accueille les NME Awards en 2013 puis les Kerrang! Awards en juin 2016. Danny Boyle a présenté la cérémonie d'ouverture des Jeux olympiques d'été de Londres de 2012 avec The Times au Troxy, et Channel 4 a organisé un débat autour du Brexit dans la salle avec Will Self, Sandie Shaw et Sheila Hancock.
En novembre 2016, le Troxy accueille un concert des BRITs Icon avec comme tête d'affiche Robbie Williams. Une nouvelle structure pour les lumières est installée spécialement pour l'occasion. Avec une audience de 2,35 millions de téléspectateurs, l'évènement a permis de faire de la salle l'une des plus connues du pays. En 2017, le Troxy est utilisé pour filmer l'émission de Sky One Sing: Ultimate A Capella.

## Orgue Wurlitzer

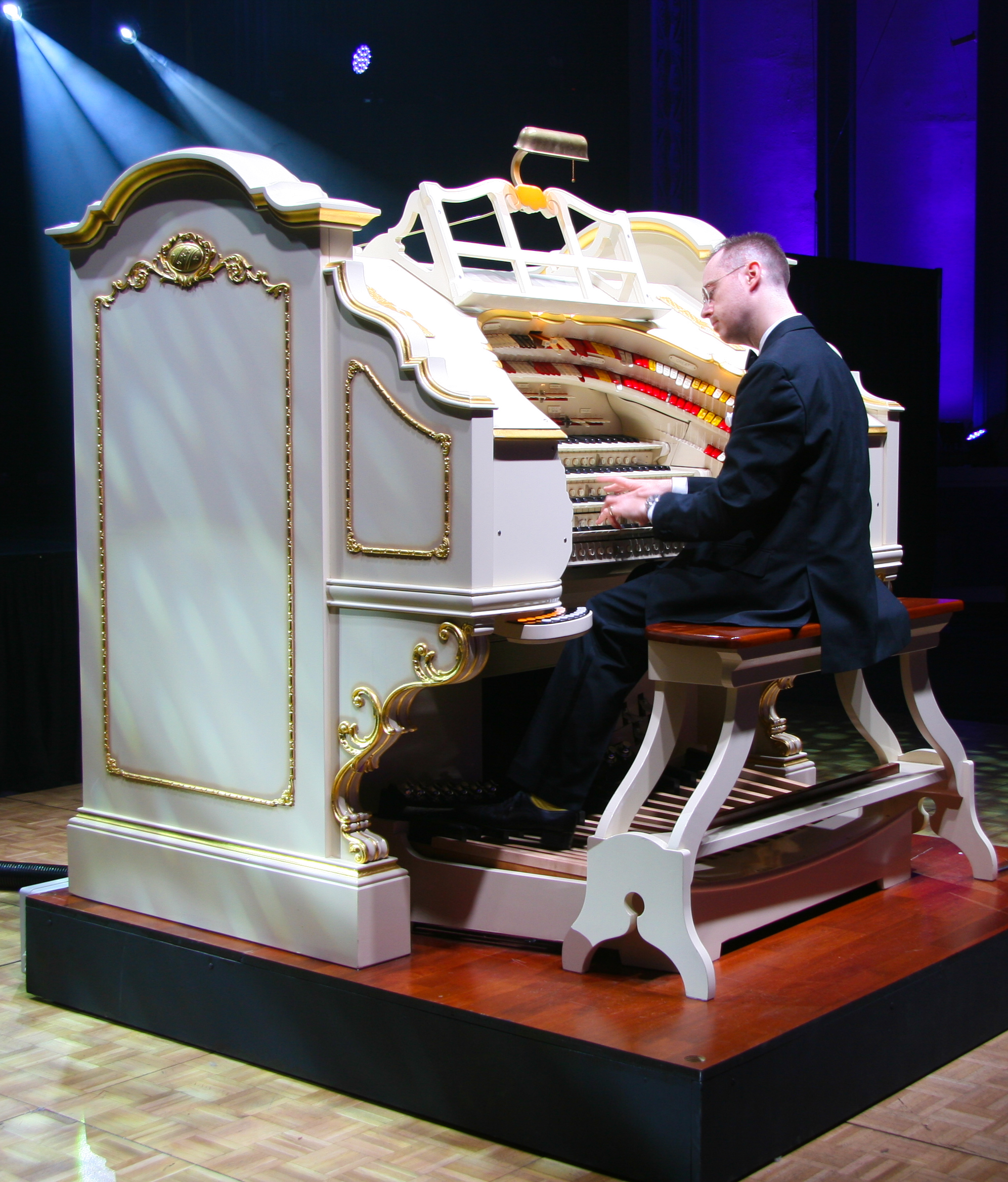
L'orgue Wurlitzer en 2015.

L'une des principales attractions du Troxy est son orgue Wurlitzer, qui est le plus grand orgue Wurlitzer de théâtre à tuyaux d'Europe. Il est restauré dans son état original en 2015 après six ans de travaux et un coût de 275 000 £,.
L'orgue compte 1 728 tuyaux de 4,9 m à 25 mm de long et est réparti en quatre chambres distinctes. Il dispose de quatre claviers, d'un ensemble de pédales et de 241 touches d'arrêt.
Cet orgue provient du Trocadero Cinema d'Elephant and Castle, un théâtre semblable au Troxy ouvert en 1930. Il était bien plus grand que l'orgue original du Troxy, qui n'a pas survécu aux changements successifs de propriétaires. Le Trocadero est démoli en 1963 mais l'orgue est rachetée par la Cinema Organ Society trois ans auparavant et échappe à la destruction. L'organisation annonce que l'orgue est attribuée au Troxy en 2009, ramenant l'instrument dans le type de salle pour lequel il était conçu.
Considérée comme l'un des meilleures du monde, l'orgue Wurlitzer peut être déplacée dans le Troxy au besoin. L'orgue est mise à disposition de tous ceux qui organisent des évènements dans la salle.

## Récompenses
Le Troxy a remporté de nombreuses récompenses au fil des années. En 2013, il est sacré Salle de l'année lors des Eventex Awards et arrive à la troisième place des M&IT Awards dans la catégorie Salles insolites la même année. En 2014, il remporte le prix de la Meilleure équipe de salle aux Eventia Awards et aux Live UK Music Business Awards.
En 2016, le Troxy reçoit la Mark of Excellence lors des London Venue Awards et remporte le prix du Meilleur travail d'équipe pour un théâtre/salle de concert aux Live UK Music Business Awards. Il remporte aussi le prix de la Meilleure salle aux Awards Awards.